# Медовый переулок
Медо́вый переу́лок — переулок в районе Соколиная Гора Восточного административного округа Москвы. Расположен между переулками Мажоровым и Барабанным. Соединяет улицы Большую и Малую Семёновские. К северу от Малой Семёновской улицы его продолжением является улица Девятая Рота.

## История
Название известно с XVII века. Первоначально был Медовиковской улицей на которой располагалась дворцовая Медовая слобода. К концу XIX в. все здания по нечетной стороне переулка, за исключением дома № 1, принадлежали купцу и предпринимателю Фёдору Егоровичу Кудряшёву. Будучи фактическим владельцем целого городского квартала — от Медового переулка до переулка Барабанного — Кудряшёв разворачивает на принадлежащей ему территории ткацкое производство. После 1917 г. его фабрика национализируется и превращается в государственную под новым названием «Шерсть—Сукно».

## Примечательные здания и сооружения
- № 5 — здесь располагался дом культуры фабрики «Шерсть—Сукно», где в 1971—1975 гг. с концертами выступал В.Высоцкий[2]. В 1986 г. в этом ДК родилась группа «Чёрный обелиск». Дом упомянут в повести Михаила Анчарова «Теория невероятностей»: …В тридцатом году, когда на Благушу проник джаз, на стене клуба фабрики "Шерсть-Сукно" висело объявление: "ДЖАЗ! ТАНЦЫ! СТРАСТНЫЕ ПЕСНИ!.. СОЛО НА БАНДАЖЕ - ГОТЛИБ!" Да, когда-то на Благуше кипели страсти… Сейчас дом — без номера: между домами, помеченными как 3 и 5, фасадами на переулок стоят еще два здания. То, которое ближе к Большой Семёновской ул. и идёт сразу за 3-м домом — на картах Москвы обозначено как «дом № 5». Это и есть упомянутый ДК фабрики «Шерсть—Сукно».
- № 12 — здесь жил Ф. А. Цандер, советский конструктор ракетной техники. На доме в 1964 году установлена мемориальная доска (скульпторы В. В. Лазарев, Ю. Г. Нерода, архитектор М. П. Бубнов)[3][4]. Ярослав
Голованов в повести «Марсианин» описывает быт семьи Цандеров, а заодно и быт тогдашнего Медового переулка: Александра Феоктистовна не выдерживала и, дождавшись, когда муж уйдет на работу, окна все-таки открывала. Тогда духоту сменял шум и пыль: напротив стучала новыми немецкими станками фабрика «Шерсть-сукно».

## Транспорт
По переулку маршруты наземного транспорта не проходят. Ближайшие остановки расположены на Большой Семёновской улице, где проходят автобусы м3, 59, 86, 332, 552, т22, т25, т32, т88, ДП52, н3.
C 22 декабря 2015 года движение транспорта по Медовому переулку стало односторонним в направлении от Большой Семёновской улицы в сторону Малой Семёновской улицы.
Ближайшие станции метро —  Электрозаводская и  Электрозаводская.
Ближайшая железнодорожная платформа —  Электрозаводская.